# Boštjan Nachbar
Boštjan "Boki" Nachbar (Slovenj Gradec, Eslovènia) és un jugador professional de bàsquet eslovè. Fa 2,06 metres i juga en la posició d'aler-pivot. Va jugar al FC Barcelona Regal dues temporades completes, des del 2013 fins al 2015.

## Palmarès

### FC Barcelona
- 2013-2014 Lliga ACB[4]
- 2013-2014 Lliga Catalana[3]
- 2014-2015 Lliga Catalana[5]